# Château Cheval Blanc

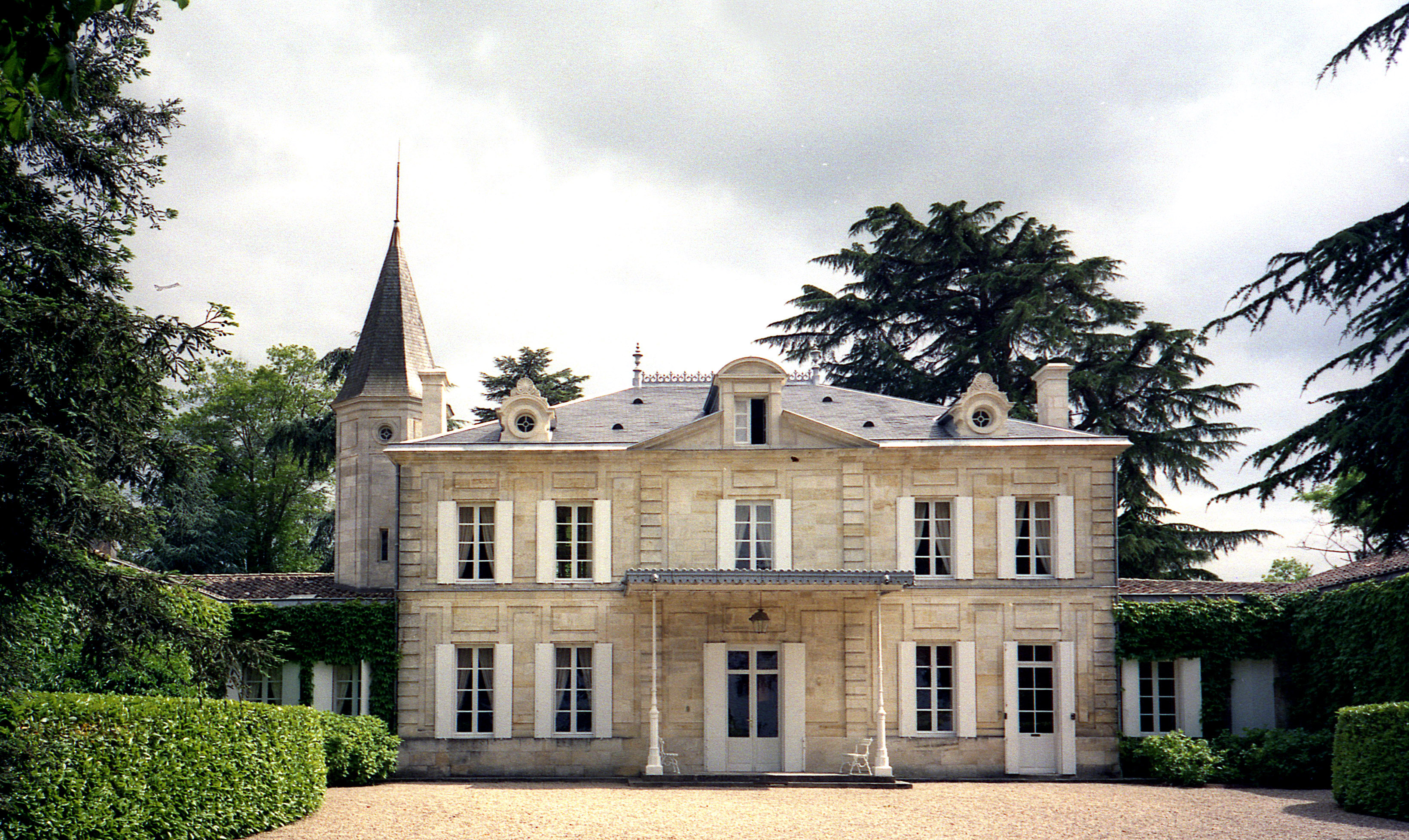
Das Gutsgebäude von Château Cheval Blanc

Château Cheval Blanc ist ein berühmtes französisches Weingut und liegt in Saint-Émilion in unmittelbarer Nachbarschaft zu Pomerol. Neben Château Ausone war es das einzige Weingut aus der Appellation Saint Émilion, das zwischen 1955 und 2022 ununterbrochen  mit der höchsten Einstufung Premier Grand Cru Classé A der Klassifizierung der Weine von Saint-Émilion (siehe auch den Artikel Bordeauxwein (Klassifikation)). Im Juni 2021 kündigte der Verantwortliche Pierre-Olivier Clouet an, sich für die Klassifizierung 2022 nicht für eine Auszeichnung zu bewerben; gleiches galt für Château Ausone. Sie kritisierten insbesondere, dass den Aspekten Tourismus und sozialen Netzwerken zu breiten Raum in der Bewertung gegeben wurde. Das Weingut ist Ehrenmitglied der 1973 gegründeten Union des Grands Crus de Bordeaux.
Château Cheval Blanc befindet sich im Besitz der Familien Arnault und Frère. Im Jahr 1998 erwarben die Familien über die Investierungsgesellschaft Raspail Investissement das Gut für die Summe von 131 Millionen Euro.

## Lage, Boden und Rebsorten
Das Château befindet sich im äußersten Nordwesten des Gebietes der Appellation von Saint-Émilion, in unmittelbarer Nachbarschaft zur Gemeinde Pomerol. Der 37 Hektar große Weinberg profitiert von einer geologischen Besonderheit: Er liegt auf bis zu sieben Meter dicken Kiesablagerungen, die der Fluss Isle in der Günz-Eiszeit aus dem Zentralmassiv herangeführt hat. Château Cheval Blanc teilt sich die Kuppe mit den benachbarten Châteaux La Tour-Figeac, Figeac und La Dominique.

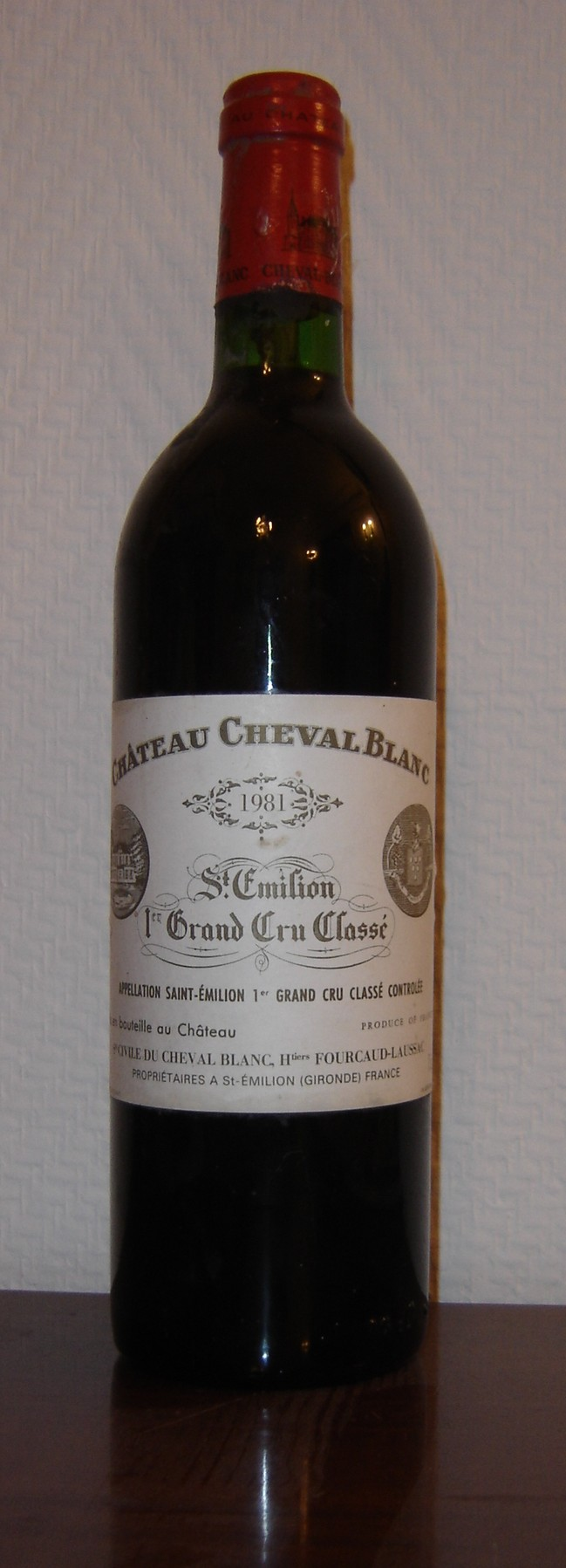
Château Cheval Blanc, Jahrgang 1981

Der vom übrigen Saint-Émilion gänzlich verschiedene Bodentyp hat auch eine andere Rebsortenwahl zur Folge. Der Kiesboden eignet sich hervorragend für den Anbau von Cabernet Franc, auf den insgesamt 58 % der Rebfläche entfällt; die restlichen 42 % entfallen auf den in Saint-Émilion allgegenwärtigen Merlot. Die Cuvée des Grand Vins liegt meistens bei ca. 55 % Anteil Merlot (2009 sogar 60 %) und ca. 45 % Cabernet Franc (jahrgangsspezifisch, z. B. 2010, auch bis zu 55 %). Der Cheval Blanc hat daher oftmals große Ähnlichkeit mit den Weinen des benachbarten Pomerol. Das Durchschnittsalter der Reben liegt bei rund 40 Jahren.

## Der Wein
Die besten Weine wurden von Robert Parker wie folgt bewertet: Jahrgang 2010 (Weinbewertung: 100 PP), 2009 (99 PP), 2005 (96 PP), 2000 (100 PP), 1998 (98+ PP), 1990 (98 PP), 1982 (92 PP), 1964 (96 PP). Eine Sonderstellung genießt der Wein von 1947. Vorausgesetzt, er stammt aus guter Abfüllung und wurde einwandfrei gelagert, wird er hoch gehandelt. Aktuelle Auktionspreise liegen im Bereich von 2500 bis 3000 Euro für die Normalflasche. Es sind jedoch eine Vielzahl von schlechten Abfüllungen und auch gefälschte Neubefüllungen dieses Weines im Markt bekanntgeworden.

## Trivia
In dem Animationsfilm Ratatouille ordert der Gourmetkritiker Anton Ego anlässlich seines Restaurantbesuchs einen Château Cheval Blanc 1947.
In der Filmserie Queer as folk (Staffel 1, Episode 5) bestellt der Chiropraktiker Dr. David Cameron bei einem Date mit Michael Novotny Château Cheval Blanc 1997.
Das Château Jean Faure und das Château Cheval Blanc liegen auf dem gleichen Plateau und erzeugen ihre Weine mit ähnlichen Herstellungstechniken aus den gleichen Rebsorten. Der Jean Faure kostet (2020) etwa 40 Euro pro Flasche, der Cheval Blanc fast das Zwanzigfache.